# Batalla de Fontenoy-en-Puisaye
La llamada batalla de Fontenoy-en-Puisay (25 de junio de 841) fue el enfrentamiento decisivo ocurrido en la actual comuna francesa de Fontenoy (Yonne) entre los imperialistas (al mando de Lotario I) y los divisionistas (Carlos el Calvo y Luis el Germánico), en el marco de la tercera guerra civil del Imperio carolingio en el reinado Ludovico Pío iniciada cuatro años antes. Las fuerzas imperiales fueron derrotadas y el imperio se dividió en 843 en el posterior tratado de Verdún.

## Causas
En 839 los hijos menores del emperador Ludovico Pío, Carlos el Calvo y Luís el Germánico, se rebelaron contra su padre y contra el orden sucesorio en el que salían perjudicados. Al año siguiente su padre murió y los rebeldes esperaron unir fuerzas para vencer a su sucesor, el hermano mayor, Lotario I, cuyo centro de poder estaba en la Galia. Lotario avanzó por el río Loira hacía Aquitania donde tenía a su aliado el duque Pipino II, uniendo sus tropas en Auxerre; en marzo del 841 las tropas de Lotario y de Carlos se enfrentaron en Châlons-sur-Marne, aunque fue una batalla menor, los imperialistas obligaron a sus enemigos a retroceder.

## Batalla
El ejército rebelde se instaló en el camino a Thury sobre la colina Riochat, el ejército imperial atacó, Pipino tuvo éxito en su ataque contra Carlos, pero Lotario fue contenido por Luis, tras larga lucha las fuerzas de Lotario retrocedieron y rompieron filas huyendo; las tropas de Pipino huyeron para evitar ser rodeadas.

## Consecuencias
Lotario huyó a Coblenza y luego a Estrasburgo donde capituló en 842; al año siguiente se firmó el Tratado de Verdún, con la división del imperio.